# Hubert Fermin
Hubert Henri Fermin (Amsterdam, 16 april 1948) is een Nederlandse acteur en dramaturg.

## Opleiding
Fermin volgde het gymnasium te Dordrecht. Vervolgens deed hij van 1968 tot 1969 een acteursopleiding aan De Amsterdamse Toneelschool. Aan de Universiteit van Amsterdam volgde hij de studies Nederlandse taal- en letterkunde en Theaterwetenschappen. In 1980 deed hij doctoraalexamen Theaterwetenschappen.

## Toneel
Fermin maakte zijn professioneel debuut als acteur in Gijsbrecht van Aemstel (soldaat/vluchteling) van Vondel in 1975 bij het Publiekstheater in Amsterdam.
Hij speelde gedurende 36 seizoenen toneel, waarvan vijf bij het Ro Theater in Rotterdam (1986-1991), zes als freelancer, voornamelijk in de eerste helft van de jaren 80, bij onder andere De Voorziening in Groningen, F Act in Rotterdam, de Toneelschuur in Haarlem, het Ro Theater in Rotterdam en Het Gebeuren, Het Haags Zomerfestival en Het Nationale Toneel in Den Haag en in totaal 25 bij Toneelgroep De Appel in Den Haag (hij begon daar in 1975 en speelde er voor het laatst in 2010).
Fermin speelde meer dan honderd rollen, waaronder hoofdrollen in stukken van Maksim Gorki, James Joyce, Tankred Dorst, Arthur Schnitzler, Bertolt Brecht, Thomas Bernhard, Harold Pinter en William Shakespeare.
Sinds 2010 hield hij zich bezig met literaire programma's op grond van teksten van onder anderen Anton Koolhaas en Franz Kafka.
In het seizoen 2014/2015 vierde hij zijn veertigjarig acteursjubileum en was hij te zien in As you like it bij Het Nationale Toneel in Den Haag. Voor zijn rol (Adam/Corin/Hymen) werd hij genomineerd voor de Arlecchino 2015.
In 2021 besloot hij een punt te zetten achter zijn loopbaan als acteur en zich te richten op het schrijven van poëzie. In mei 2023 debuteerde hij als dichter met De voetstap van het personage - toneelgedichten, uitgegeven door Uitgeverij international theatre & film books. Op de website van de uitgeverij kan men de gedichten, voorgedragen door de auteur zelf, beluisteren.                                                                                                                           Vervolgens verscheen in 2024 een bundel (er bestaat beeld van, Probook Utrecht), waarin de dichter zijn leven beschrijft tegen het decor van de steden waar hij ooit verbleef.

## Film en televisie
Na zijn debuut als filmacteur in 1982 in Menuet (De Man) van Lili Rademakers (scenario Hugo Claus), speelde hij zo'n zestig rollen – bijna vijftig daarvan sinds hij Toneelgroep De Appel verliet om met pensioen te gaan – in films en televisieproducties. Prins Bernhard in de televisieserie Den Uyl en de affaire Lockheed, Samuel in de televisieserie Raveleijn, algemeen commandant marechaussee in de telefilm Exit, Jan Kalff in de televisieserie De Prooi en korpschef Van Kemenade in de televisieserie Moordvrouw. In de serie Heer & Meester speelde hij conciërge Leo Coops, in de televisieserie Penoza de advocaat van de Mexicaanse crimineel El Amarillo. Voor zijn rol in Heer & Meester werd hij genomineerd op de longlist voor de Gouden Notekraker 2016.

### Overzicht (niet volledig)
- Menuet - De man (1982)
- Het wonder van Rotterdam - Uittenhage (1984)
- Goede tijden, slechte tijden - Bernhard (1991)
- Medisch Centrum West - Erwin Hogenwijk (1991)
- Ha, die Pa! - Ronnie (1991-1992)
- Spijkerhoek - Bakker (1992)
- Den Uyl en de affaire Lockheed - Prins Bernhard (2010)
- Raveleijn - Samuel (2011)
- Van God los - Jan (2011)
- Seinpost Den Haag - Freek van der Putte (2011)
- Overspel - Meijer (2011)
- Eileen - Directeur BuZa (2011)
- Flikken Maastricht - Georg Tiedemann (2012)
- Silent city - Diplomaat (2012)
- Moordvrouw - Frans Wellinga (2012)
- Freddy, leven in de brouwerij - Kazemier (2013)
- Van Gogh, een huis voor Vincent - Dorus van Gogh (2013)
- Exit - Algemeen commandant (2013)
- Levenslied - Butler Nestor (2013)
- De man met de hamer - Richard van Boekel (2013)
- De Prooi - Jan Kalff (2013)
- Penoza - Ferdinand Dubois (2013-2017)
- De onderkoning: Strijd om de grondwet - Leopold van Limburg Stirum (2014)
- Lucia de B. - Rechter (2014)
- De sleutelbewaarder - De sleutelbewaarder (2014)
- Nieuwe buren - Johan van der Leek (2014)
- Heer & Meester - Leo Coops (2014-2016)
- Noord Zuid - Harm (2015)
- Undercover - Commissaris (2015)
- De surprise - De Wijs (2015)
- The Paradise Suite - Felix (2015)
- Inteelt - Mik (2015)
- Land van Lubbers - Kardinaal Willebrands (2016)
- Moordvrouw - Joost van Kemenade (2016)
- Het uur tussen hond en wolf - Johan Pijnenburg (2016)
- Fataal - Notaris (2016)
- Als de dijken breken - Sjors IJsinga (2016)

## Toneelbewerkingen en toneelteksten
Fermin bewerkte zo'n tien (veelal ten tonele gebrachte) teksten van onder anderen Shakespeare, Pinter en Koolhaas voor onder meer Toneelgroep De Appel.
Het Ro Theater werd in 1990 genomineerd voor de Prosceniumprijs voor Vrouwen voor rivierlandschap, een door hem geregisseerde voorstelling op grond van een door hem bewerkte tekst van Heinrich Böll.
Hij schreef een tiental teksten, vrijwel allemaal gespeeld, onder andere door Toneelgroep De Appel. Voor meer dan de helft zijn dit poëtisch-theatrale monologen.

## Toneelregie
Fermin regisseerde scholieren, studenten en amateurspelers (in 1986 werd zijn Vrij Theater-voorstelling in Den Haag van Het verjaardagsfeest van Pinter verkozen tot de best geregisseerde amateurvoorstelling van het seizoen) en driemaal bij het Ro Theater en eveneens driemaal bij Toneelgroep De Appel.